# Julius Friedrich
Julius Friedrich właściwie Oskar Theodor Louis Julius Friedrich (ur. 1 sierpnia 1883 r. w Duisburgu, zm. 9 kwietnia 1977 r. w Hamburgu) – polityk niemiecki. W latach 1931–37 był burmistrzem Wuppertalu, a po aneksji zachodniej części Polski przez III Rzeszę podczas II wojny światowej od 5 września do 31 grudnia 1939 roku komisarycznym prezydentem Katowic.